# Aname
Aname là một chi nhện trong họ Nemesiidae. Chi này bản địa Úc với một loài (A. tasmanica) chỉ được tìm thấy ở Tasmania.

## Loài
- Aname armigera
- Aname atra
- Aname aurea
- Aname barrema
- Aname blackdownensis
- Aname camara
- Aname carina
- Aname coenosa
- Aname collinsorum
- Aname comosa
- Aname cuspidata
- Aname distincta
- Aname diversicolor
- Aname earthwatchorum
- Aname fuscocincta
- Aname grandis
- Aname hirsuta
- Aname humptydoo
- Aname inimica
- Aname kirrama
- Aname longitheca
- Aname maculata
- Aname mainae
- Aname pallida
- Aname platypus
- Aname robertsorum
- Aname tasmanica
- Aname tepperi
- Aname tigrina
- Aname tropica
- Aname turrigera
- Aname villosa
- Aname warialda